# Discradisca indica
Discradisca indica är en armfotingsart som först beskrevs av Dall 1920.  Discradisca indica ingår i släktet Discradisca och familjen Discinidae. Inga underarter finns listade i Catalogue of Life.